# 徳間佳信
徳間 佳信（とくま よしのぶ、1952年 - ）は、日本の翻訳者。中国当代文学研究者、翻訳家。駒澤大学外国語部門非常勤講師。新潟県出身。

## 略歴
1952年、新潟県柏崎市出身。新潟県立柏崎高等学校、明治大学卒業。

## 著書
- 『評伝 銀のつえ 米山検校をさがして』[1]